# 亚历山大·布拉贡拉沃夫
亚历山大·亚历山德罗维奇·布拉贡拉沃夫（俄語：Александр Александрович Благонравов，1933年5月24日—2020年1月1日），前苏联装甲车设计师。俄罗斯联邦功勋科技工作者。

## 生平
1933年5月24日出生于莫斯科。父亲亚历山大·伊万诺维奇·布拉贡拉沃夫是武器设计师。
1951年就读于苏军装甲兵军事学院工程系，1957年毕业后留校，成为助理研究员。4年后，完成一篇关于履带式车辆转向理论的论文，通过答辩获得副博士学位。1961年至1962年，担任苏联武装力量装甲部队第4装甲师第2营副营长，主管技术。1962年回到装甲兵军事学院工作，担任高级研究员，讲师。1971年获全博士学位。
1974年，被任命为库尔干机械制造厂总设计师，获授上校军衔。在他的领导下，工厂成功研制并制造出BMP-2步兵戰車，1980年被投入至阿富汗战场使用。1982年晋升少将。此外，他还领导团队研制出新型BMP-3步兵戰車，1987年投入部队使用。1988年退役。
同时，从1976年起，他还是库尔干大学履带车辆系教授，1989年至1999年担任系主任。
2020年1月1日在库尔干去世。

## 荣誉
获列宁勋章、劳动红旗勋章、荣誉勋章各一枚，奖章多枚。1996年获俄罗斯联邦功勋科技工作者荣誉称号。2000年获库尔干市荣誉市民称号。